# Sturmbannführer
SS-Sturmbannführer er en betegnelse der brugtes for majorer i SS, en helt central del af det nazistiske SS-terrorsystem i hele Nazi-Tyskland og senere i den militære del, Waffen-SS, som først i løbet af krigen kom til at spille en større og større rolle. Man fortsatte med tjenestegraden om hele SS-systemet, som voksede og voksede under Heinrich Himmler som "Reichsführer SS", dermed også om SS i almindelighed og om SS som det centrale bevogtningspersonale i KZ-lejrene. De var de mest berygtede nazibødler.
SS-Sturmbannführer var under SS-Obersturmbannführer (oberstløjtnant) og over SS-Hauptsturmführer (kaptajn). Noget man også skal holde sig for øje er, at man i Waffen-SS ikke brugte Herr foran rangen (fx Herr Sturmbannführer) som man gjorde i Wehrmacht.
I Danmark fik denne rang i folkemunde under besættelsen "Storbanditfører".